# Kralj Danilo
Kralj Danilo ili Danilo Romanovič (ukr. король Данило  ili Данило Романович); (1201.—1264.); je srednjovjekovni ukrajinski galičko-volinjski knez i knez kijevski 1239./1240. godine, ujedno kralj Rusi-Ukrajine od 1253. godine. Danilo je sin ukrajinskog kneza Romana Mstslaviča iz obiteljske dinastije Rurik koja je prije raspada vladala Kijevskom Rusi. Danilo je svoju državničku karijeru započeo 1228. godine, a borbu protiv mongolskih osvajača završava 1245. kada je pod svoju kontrolu vratio razrušeni srednjovjekovni Kijev. Do 1264. stekao je čvrstu vlast u svim zapadnim ukrajinskim kneževinama i užem okruženju, no kako bi zadržao neovisnost stvara vojni obrambeni savez protiv Mongola. i gradi jače političke veze s Poljacima, Litavcima i Ugarima.
Danilo je surađivao i pregovarao s Rimskom crkvom kao jakim političkim saveznikom te 1250. uspostavlja novo jako vojno i političko središte grad Ljviv, koji je ispočetka predstavljao prestižnu utvrdu u borbi protiv Mongola. Za svog vladanja Danilo gradi čvrsti politički utjecaj i ugled u cijeloj središnjoj Europi, a Galičko-Volinjsko Kraljevstvo teritorijalno predstavlja svojevrsni obrambeni zid prema zapadnoj Europi. Stara Ukrajina se ovdje pokazuje zaštitnikom kršćanske Europe i po drugi puta se nalazi u svojstvu pogranične zemlje koja razdvaja zapadnu kršćansku i istočnu nomadsku kulturu. Godine 1253. Danilo je prihvatio kraljevsku krunu od Svetog oca u Rimu i uspostavio kratkoročnu crkvenu uniju između Istočne i Zapadne Crkve. Vladao je do 1264., kada je umro u gradu Holmu gdje je i pokopan. 

## Vanjske poveznice
- Prince of Volhynia and Galicia of the Romanovych dynasty, king of Rus’ (from 1253). (eng.)
- Genologija obitelji Danila Romanoviča Galickog (eng.)  Arhivirana inačica izvorne stranice od 16. srpnja 2012. (Wayback Machine)
- Kraljevstvo Rusi - realnost i mitologija (ukr.)  Arhivirana inačica izvorne stranice od 7. listopada 2007. (Wayback Machine)